# Porogi (stacja kolejowa)
Porogi (ros. Пороги) – węzłowa stacja kolejowa w miejscowości Wołchow, w rejonie wołchowskim, w obwodzie leningradzkim, w Rosji. Węzeł linii Wołchow – Czudowo z kolejową obwodnicą Wołchowa.